# 模里西斯盧比
模里西斯盧比（貨幣編號：MUR）是模里西斯的流通貨幣。輔幣單位為分，1盧比=100分。 

## 流通中的貨幣

### 硬幣
- 5 分
- 20 分
- 50 分
- 1 盧比
- 5 盧比
- 10 盧比
- 20 盧比

### 紙幣

模里西斯現在流通中的紙幣。

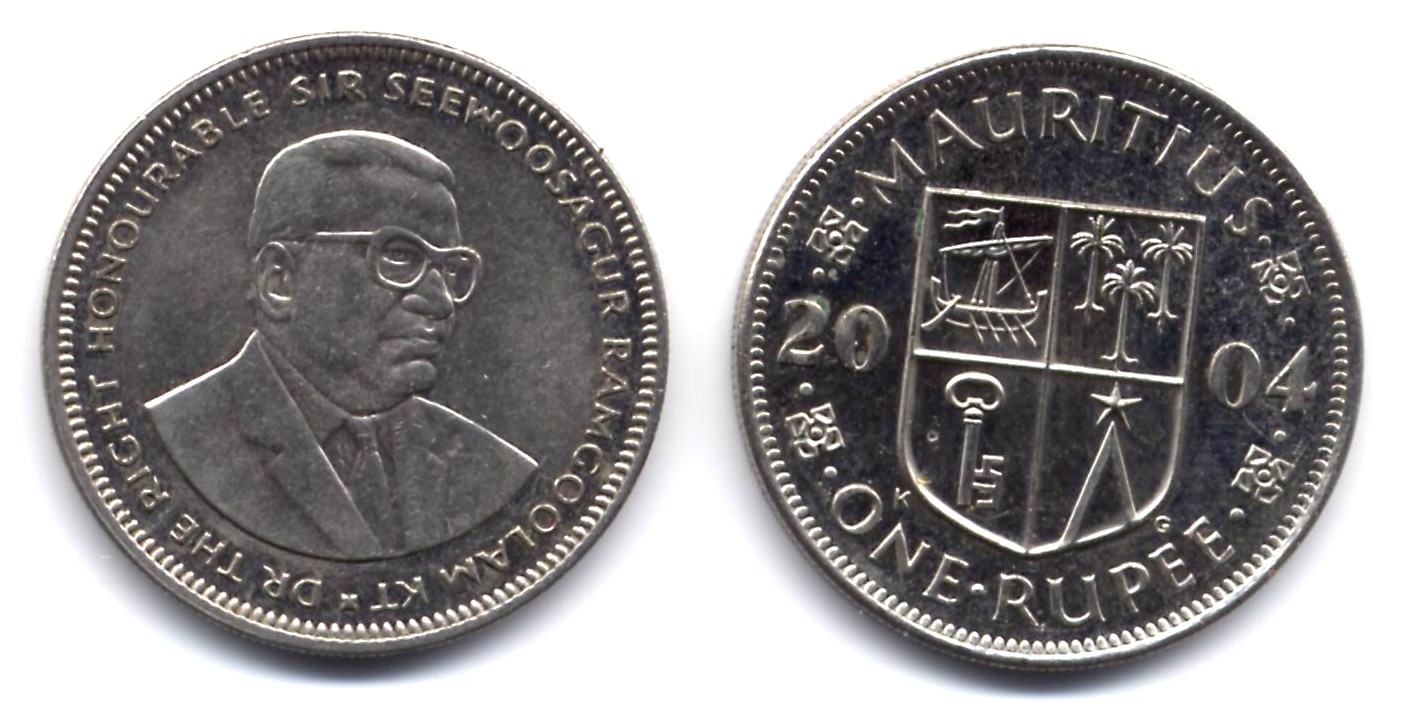
模里西斯1盧比硬币

- 25 盧比
  - 正面：朱梅麟
  - 背面：罗德里格岛
- 50 盧比
  - 正面：約瑟夫·莫里斯·皮他華爾
  - 背面：科当水门
- 100 盧比
  - 正面：華加納登·斯利華辛
  - 背面：法院大樓
- 200 盧比
  - 正面：阿巴杜·華沙·穆罕默德
  - 背面：毛里求斯市場
- 500 盧比
  - 正面：薩卡圖·巴辛代澳
  - 背面：毛里求斯大學
- 1000 盧比
  - 正面：查爾斯·蓋坦·杜瓦爾
  - 背面：議會大廈
- 2000 盧比
  - 正面：西沃萨古尔·拉姆古兰
  - 背面：公牛和甘蔗

## 外部連結
- 唐的世界硬币画廊：Mauritius
- 罗恩·怀斯的世界纸币：Mauritius 镜像网站
- 现代金融系统表格－库尔特·舒勒制作：Mauritius 镜像网站
- 环球货币历史：Mauritius
- 《环球金融资料》系列：Mauritius Rupee
- 《环球金融资料》货币历史表格（ 微软试算表格式）